# Clubiona abbajensis
Clubiona abbajensis este o specie de păianjeni din genul Clubiona, familia Clubionidae, descrisă de Strand, 1906.

## Subspecii
Această specie cuprinde următoarele subspecii:
- C. a. karisimbiensis
- C. a. kibonotensis
- C. a. maxima